# Gordon Robert Beyer
Gordon Robert Beyer (* 13. Oktober 1930 in Chicago, Illinois; † 4. Juni 2010 in Peterborough, New Hampshire) war ein Botschafter der Vereinigten Staaten in Uganda.

## Leben
Gordon Beyers Eltern waren Jewel Gordon und Hugo R. Beyer. Er schloss ein Studium an der Phillips Exeter Academy 1948 und eines an der Harvard University 1952 ab. Zudem studierte er Geschichtswissenschaft (Masterstudium) an der Northwestern University.
Beyer wurde als Marine im Koreakrieg eingesetzt. 1972 trat er in den auswärtigen Dienst und war bei Missionen in Thailand, Japan, Somalia und Tansania. Des Weiteren arbeitete er bei den Vereinten Nationen in New York City.
Gordon Beyer war zwei Jahre stellvertretender Befehlshaber des National War College, sechs Jahre Vorsitzender der George C. Marshall-Stiftung, Lexington, Virginia und Vorsitzender der Demokratischen Partei im Rockbridge County, VA. Er schrieb eine monatliche Kolumne für die Rockbridge Weekly für auswärtige Angelegenheiten.